# Miles Ahead
| 전문가 평가                       | 전문가 평가 |
| 평가 점수                         | 평가 점수   |
| 출처                              | 점수        |
| --------------------------------- | ----------- |
| AllMusic                          | [ 4 ]       |
| DownBeat                          | [ 5 ]       |
| The Encyclopedia of Popular Music | [ 6 ]       |
| Entertainment Weekly              | A           |
| Tom Hull                          | B+          |
| The Independent                   | (favorable) |
| The Penguin Guide to Jazz         | [ 10 ]      |

《Miles Ahead》는 1957년 10월 21일, 컬럼비아 레코드에 의해 발매된 미국의 재즈 트럼펫 연주자 마일스 데이비스의 스튜디오 음반이다. 《Birth of the Cool》 세션 이후 편곡자 길 에번스와의 데이비스의 첫 번째 공동 작업이었다. 그들의 후속 공동 작업인 《Porgy and Bess》 (1959년)와 《Sketches of Spain》 (1960년)과 함께, 《Miles Ahead》는 재즈, 유럽 클래식, 그리고 월드 뮤직의 융합인 서드 스트림의 가장 유명한 녹음들 중 하나이다. 데이비스는 내내 플루겔호른을 연주했다.

## 배경
에번스는 음반을 구성하는 10개의 곡들을 합쳤고, 각각은 중단 없이 다음 곡으로 흘러 들어갔다. 이 규칙의 유일한 예외는 A면에 마지막으로 배치되었기 때문에 타이틀 곡에 있었다(이것은 CD 버전에서 수정되었다). 데이비스는 16명의 목관악기 연주자들과 브라스 연주자들로 구성된 대규모 앙상블을 특징으로 하는 《Miles Ahead》의 유일한 솔로이다. 아트 테일러는 세션에서 드럼을 연주했고 당시 마일스 데이비스 퀸텟 멤버였던 폴 체임버스가 베이시스트였다.
다섯 번째 녹음 날짜에는 데이비스 단독(재) 녹음 자료가 포함되어 오버더빙을 사용하여 솔로의 실수나 누락을 덮거나 패치했다. 이 음반이 원래 모노로 제작되었다는 사실은 새로운 스테레오 환경에서 이러한 삽입된 오버더빙을 다소 명확하게 만든다.

## 커버 아트
전하는 바에 따르면 데이비스는 돛단배에 탑승한 젊은 백인 여성과 아이의 사진이 포함된 음반의 오리지널 커버에 대해 불만스러워했다. 그는 "왜 저 백인 여자를 거기에 두었습니까?"라고 물으며 컬럼비아 레코드의 임원인 조지 아바키안에게 불쾌감을 드러냈다. 아바키안은 나중에 이 질문이 농담으로 이루어졌다고 말했다. 그러나 음반의 이후 발매에서는 오리지널 커버 사진이 데이비스의 사진으로 대체되었다.

## 곡 목록
| #   | 제목                                            | 작곡                       | 재생 시간 |
| --- | ----------------------------------------------- | -------------------------- | --------- |
| 1.  | 〈Springsville〉                                | 존 카리시                  | 3:27      |
| 2.  | 〈The Maids of Cadiz〉                          | 레오 들리브                | 3:53      |
| 3.  | 〈The Duke〉                                    | 데이브 브루벡              | 3:35      |
| 4.  | 〈My Ship〉                                     | 쿠르트 바일, 이라 거슈인   | 4:28      |
| 5.  | 〈Miles Ahead〉                                 | 마일스 데이비스, 길 에번스 | 3:29      |
| 6.  | 〈Blues for Pablo〉                             | 에번스                     | 5:18      |
| 7.  | 〈New Rhumba〉                                  | 아마드 자말                | 4:37      |
| 8.  | 〈The Meaning of the Blues〉                    | 보비 트룹, 레아 워스       | 2:48      |
| 9.  | 〈Lament〉                                      | J. J. 존슨                 | 2:14      |
| 10. | 〈I Don't Wanna Be Kissed (By Anyone but You)〉 | 해럴드 스피나, 잭 엘리엇   | 3:05      |